# Curt O. Schaller
Curt Oswald Schaller (Monaco di Baviera, 22 giugno 1964) è un direttore della fotografia e fotografo tedesco.
È anche lo sviluppatore e progettista dei sistemi di stabilizzazione delle telecamere ARRI.
Nel 2025 ha vinto un Oscar per l'ideazione, la progettazione e lo sviluppo del sistema Trinity-2.

## Biografia
Nel 1984, Schaller iniziò a formarsi come assistente operatore di ripresa e poi come cameraman presso i Bavaria Film and Television Studios.
Dopo la formazione, lavorò inizialmente come cameraman in studio fino a specializzarsi in documentari stranieri all'inizio degli anni '90. Dalla metà degli anni '90 in poi lavorò come cameraman in produzioni seriali e come operatore Steadicam in serie TV, film, spettacoli e documentari.
Alla fine degli anni '90, attingendo alla sua esperienza come cameraman e operatore Steadicam, iniziò a sviluppare i propri sistemi di stabilizzazione per telecamere, che nel 2001 diedero vita alla serie Artemis di Sachtler / Vitec Videocom. La serie Artemis da lui sviluppata fu il primo sistema di stabilizzazione modulare per telecamere al mondo, quando fu lanciata al NAB Show di Las Vegas del 2001. Inoltre, i sistemi Artemis HD furono i primi sistemi di stabilizzazione per telecamere Full HD al mondo all'epoca.
Nel 2015 ha sviluppato il sistema Trinity (Artemis) insieme a Roman Foltyn, un ingegnere con dottorato di ricerca. È stato il primo sistema di stabilizzazione per telecamere al mondo a combinare un sistema di stabilizzazione meccanico con uno elettronico.
Nell'aprile 2016, ha trasferito l'intero portfolio di prodotti Artemis da Sachtler / Vitec Videocom ad ARRI, dove guiderà l'ulteriore sviluppo dei sistemi Trinity (Artemis) in qualità di product manager per i sistemi di stabilizzazione per telecamere.
Nel 2025 ha ricevuto l'Academy Scientific and Engineering Award (Oscar al merito tecnico scientifico) per la sua ideazione, progettazione e sviluppo del sistema Trinity-2.
Dal 1998 è anche docente a livello mondiale per la formazione degli operatori Steadicam.

## Sistemi di stabilizzazione della telecamera
- ARRI ARTEMIS 2
- ARRI TRINITY2

## Riconoscimenti
- 2016: Cine Gear Expo Technical Award per lo sviluppo del sistema di stabilizzazione della telecamera ARRI (artemis) Trinity
- 2016: cinecAward per lo sviluppo del sistema di stabilizzazione della telecamera ARRI (artemis) Trinity
- 2017: BIRTV Award per lo sviluppo del sistema di stabilizzazione della telecamera ARRI (artemis) Trinity
- 2025: Academy Scientific and Engineering Award per l'ideazione, la progettazione e lo sviluppo del sistema Trinity 2[13][14][15]